# Dżaladżil
Dżaladżil (arab. جلاجل) – miasto w saudyjskiej prowincji Rijad, 180 km od Rijadu.